# Монсамполо-дель-Тронто
Монсамполо-дель-Тронто (італ. Monsampolo del Tronto) — муніципалітет в Італії, у регіоні Марке,  провінція Асколі-Пічено.
Монсамполо-дель-Тронто розташоване на відстані близько 155 км на північний схід від Рима, 85 км на південь від Анкони, 19 км на схід від Асколі-Пічено.
Населення — 4602 особи (2014).

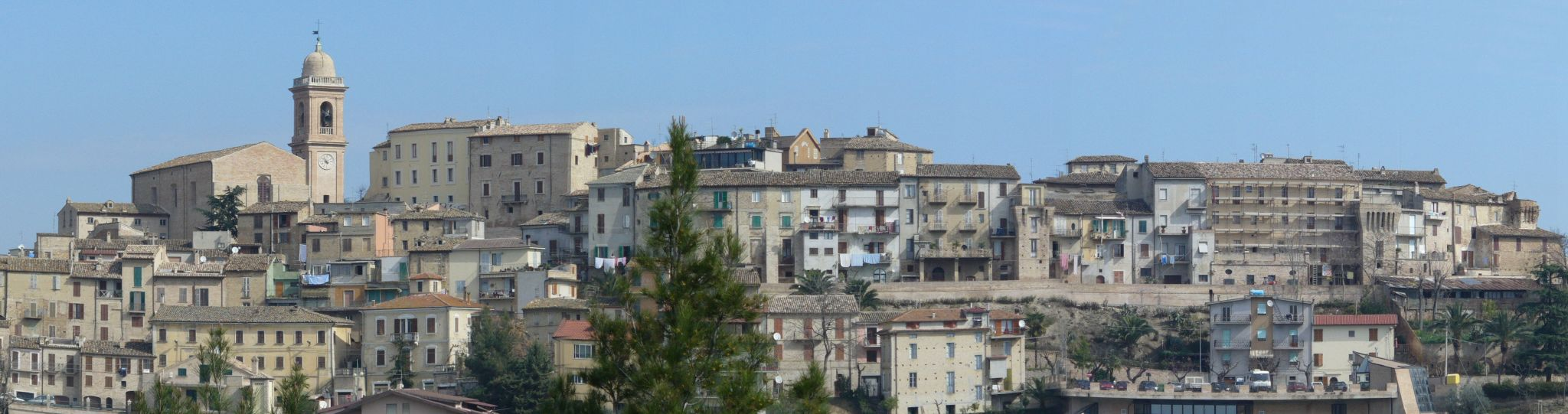

Щорічний фестиваль відбувається 18 квітня. Покровитель — San Mauro.

## Демографія
Населення за роками:

Станом на 1 січня 2023 року в муніципалітеті офіційно проживало 507 іноземців з 45 країн, серед них 95 громадян країн Євросоюзу та 3 громадяни України.

## Сусідні муніципалітети
- Аккуавіва-Пічена
- Касторано
- Контрогуерра
- Монтепрандоне
- Оффіда
- Спінетолі